# Sejlsport under sommer-OL 2008
|  | Denne artikel eller sektion om sport er forældet eller ikke opdateret. Se artiklens diskussionsside eller historik. 2008 er fortid nu |

Sejlsport under Sommer-OL 2008 står på det olympiske program for 24. gang under OL-2008 i Beijing. Konkurrencerne bliver gennemført i perioden 9. til 21. august og finder sted i Qingdao (Tsingtao) i Shandongprovinsen med base i Qingdao Olympic Sailing Center. Der bliver konkurreret om i alt elleve olympiske titler, fire for mænd, fire for kvinder og tre åbne for begge køn. Bådtyperne, der anvendes, er RX:S (windsurfing) og 470-jolle (både mænd og kvinder), laser og star (mænd), Laser Radial og yngling (kvinder) samt 49er, finnjolle og tornado (åbne).

## RX:S
En person på hvert surfbræt.

### Kvinder
28 deltagere, herunder Bettina Honoré fra Danmark

### Mænd
35 deltagere, herunder Jonas Kældsø fra Danmark

## 470-jolle
To personer i hver båd

### Kvinder
19 både

### Mænd
30 både

## Laser Radial
En person i hver båd
26 både

## Yngling
Tre personer i hver båd
15 både

## Laser
En person i hver båd
40 både, herunder Anders Nyholm fra Danmark

## 49er
To personer i hver båd
19 både, herunder Jonas Warrer og Martin Kirketerp fra Danmark
Vandt guld.

## Finnjolle
En person i hver båd
26 både, herunder Jonas Høgh-Christensen fra Danmark

## Tornado
To personer i hver båd
16 både